# Francisco Sánchez Moreno
Francisco José Sánchez Moreno (ur. 5 grudnia 1970 w Bilbao) – hiszpański zapaśnik walczący w stylu wolnym. Olimpijczyk z Barcelony 1992, gdzie zajął szesnaste miejsce w wadze mimimuszej. 
Zajął dwudzieste miejsce na mistrzostwach świata w 1991. Ósmy na mistrzostwach Europy w 1991. Czwarty na igrzyskach śródziemnomorskich w 1993 roku.

## Letnie Igrzyska Olimpijskie 1992
| Konkurencja      | Rundy eliminacyjne              | Rundy eliminacyjne   | Klas. końcowa |
| Konkurencja      | Przeciwnik I                    | Przeciwnik II        | Miejsce       |
| ---------------- | ------------------------------- | -------------------- | ------------- |
| 48 kg styl wolny | Cerenbaataryn Chosbajar (MGL) P | Kim Jong-sin (KOR) P | 16.           |